# Oeiras Challenger II 2023
L'Oeiras Challenger II 2023 è stato un torneo maschile di tennis giocato sulla terra rossa. È stata la 9ª edizione del torneo, facente parte della categoria Challenger 75 nell'ambito dell'ATP Challenger Tour 2023. Si è giocato al Complexo Desportivo do Jamor di Oeiras, in Portogallo, dal 15 al 20 maggio 2023.

## Partecipanti

### Teste di serie
| Nazionalità | Giocatore           | Ranking* | Testa di serie |
| ----------- | ------------------- | -------- | -------------- |
| Argentina   | Pedro Cachín        | 68       | 1              |
| Francia     | Hugo Gaston         | 110      | 2              |
| Moldavia    | Radu Albot          | 112      | 3              |
| Ecuador     | Emilio Gómez        | 116      | 4              |
| Argentina   | Facundo Bagnis      | 123      | 5              |
| Australia   | Aleksandar Vukic    | 127      | 6              |
| Argentina   | Facundo Díaz Acosta | 134      | 7              |
| Australia   | Rinky Hijikata      | 139      | 8              |

* Ranking all'8 maggio 2023.

### Altri partecipanti
I seguenti giocatori hanno ricevuto una wild card per il tabellone principale:
- João Domingues
- Frederico Ferreira Silva
- Pedro Sousa

I seguenti giocatori sono entrati in tabellone come alternate:
- Adrian Andreev
- Federico Delbonis

I seguenti giocatori sono passati dalle qualificazioni:
- Eduardo Ribeiro
- Alessandro Giannessi
- Ulises Blanch
- Máté Valkusz
- Manuel Guinard
- Nino Serdarušić

## Punti e montepremi
| Torneo    | Torneo              | V     | F     | SF    | QF    | 2T    | 1T  | Q | Q2  | Q1  |
| Singolare | Punti               | 75    | 50    | 30    | 16    | 7     | 0   | 4 | 2   | 0   |
| Singolare | Premi in denaro (€) | 9,880 | 5,820 | 3,450 | 2,000 | 1,165 | 720 | – | 360 | 185 |
| Doppio    | Punti               | 75    | 50    | 30    | 16    | –     | 0   | – | –   | –   |
| Doppio    | Premi in denaro (€) | 4,250 | 2,450 | 1,480 | 880   | –     | 500 | – | –   | –   |

## Campioni

### Singolare
Facundo Díaz Acosta ha sconfitto in finale  Aleksandar Vukic con il punteggio di 6–4, 6–3.

### Doppio
Luke Johnson /  Sem Verbeek hanno sconfitto in finale  Jaime Faria /  Henrique Rocha con il punteggio di 6(6)–7, 7–5, [10–6].